# Marta García
Marta García López (Dénia, 9 de agosto de 2000), é uma automobilista espanhola com passagens na Fórmula 4 Espanhola, na W Series, na F1 Academy e na Fórmula Regional Europeia. Ela foi campeã da F1 Academy em 2023.

## Carreira

### Kart
García começou no kart em 2010, aos dez anos de idade. Ela venceu alguns títulos, como o Karting Academy Trophy e o Trofeo Delle Industrie, ambos em 2015, tendo enfrentado e até superado vários pilotos do gênero masculino, como Christian Lundgaard, David Vidales e Lorenzo Colombo.

### Fórmula 4
A primeira incursão de García em monopostos foi no Campeonato Espanhol de Fórmula 4, nas últimas quatro rodadas de 2016, competindo pela equipe Drivex. Sua melhor posição foi um quinto lugar, alcançado em cinco das onze corridas disputadas.
Em março de 2017, García foi confirmada na Renault Sport Academy, o programa de jovens pilotos da equipe Renault de Fórmula 1. Nesse ano, García competiu na SMP F4 e na F4 Espanhola pela MP Motorsport. Na SMP, a piloto participou apenas da quinta rodada em Moscou, tendo como melhor resultado um sexto lugar na corrida 3, o que lhe rendeu a décima sétima colocação no campeonato. Já na sua segunda participação na F4 Espanhola, García mostrou consistência, pontuando em 14 das 21 etapas e tendo como melhor resultado um quinto lugar na corrida 2 de Jerez. Com isso, García foi a nona colocada, somando setenta pontos e sendo a campeã do Troféu Mulher. No entanto, a Renault considerou que esses resultados estavam aquém do esperado, já que eles queriam que García ficasse no Top-3, assim, ela deixou o programa da Renault no final do ano.

### W Series
García participou das três temporadas da W Series, competindo em todas elas com o número 19. Na primeira, em 2019, ela fez um pódio já na corrida de estreia em Hockenheimring, e posteriormente, fez a pole e venceu em Norisring. Esses foram seus únicos pódios na temporada, mesmo assim, a espanhola mostrou consistência novamente, ao ficar entre as dez primeiras em todas as etapas, e ela encerrou o ano na quarta posição, com 66 pontos.
Por ter ficado no Top-12, García estava programada para competir na temporada 2020 da W Series. Mas com o cancelamento por conta da pandemia de coronavírus, García teve que se voltar para as corridas virtuais, fazendo a W Series eSports League.
Nessa competição de iRacing, García venceu pela primeira vez na corrida 1 em Spa-Francorchamps, repetindo o resultado na corrida 3. A espanhola também venceu em Watkins Glen (corrida 3), em Suzuka (corridas 1 e 3), em Mount Panorama (corrida 1) e em Silverstone (corridas 1 e 3), totalizando oito vitórias, duas a menos do que a neerlandesa Beitske Visser, que foi a campeã da temporada. García somou 423 pontos e ficou com o vice-campeonato, estando atrás de Visser por 16 pontos.

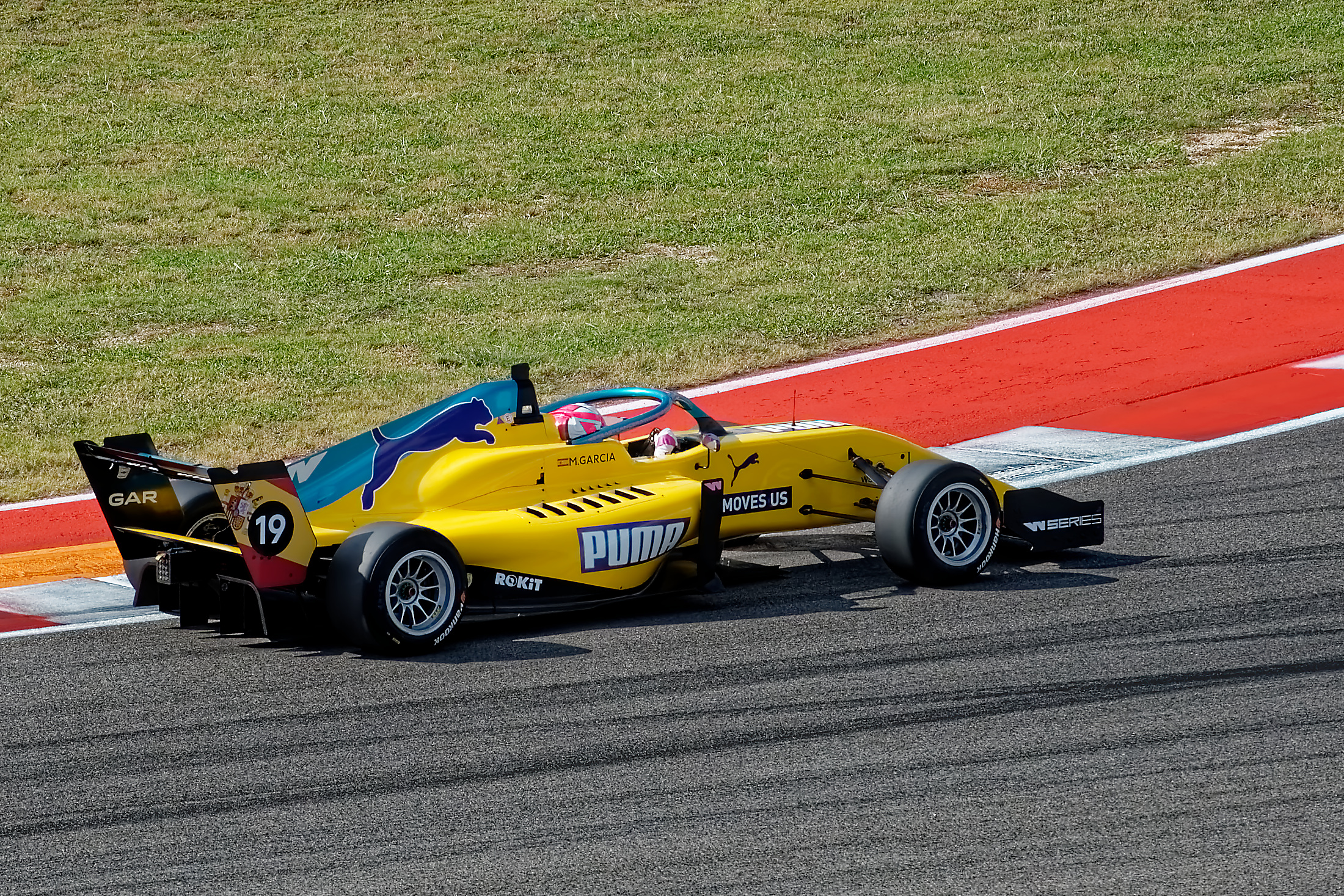
Garcia na etapa de Austin de 2021

A espanhola retornou à categoria em 2021, pela Puma W Series Team e sendo a única a fazer a temporada completa nessa equipe, já que suas companheiras Gosia Rdest, Caitlin Wood e Abbi Pulling não fizeram todas as provas, com Rdest e Wood correndo também por outras equipes na mesma temporada. Mas García teve um ano abaixo do esperado, pontuando em apenas duas oportunidades e tendo feito somente um pódio em Spa-Francorchamps. García ainda perdeu a etapa de encerramento da temporada, a corrida 2 de Austin, por conta de uma crise de ansiedade. Dessa forma, ela acabou ficando na 12ª colocação, com 21 pontos, e sendo derrotada por Pulling, que foi a sétima e fez quase o dobro de pontos da espanhola.

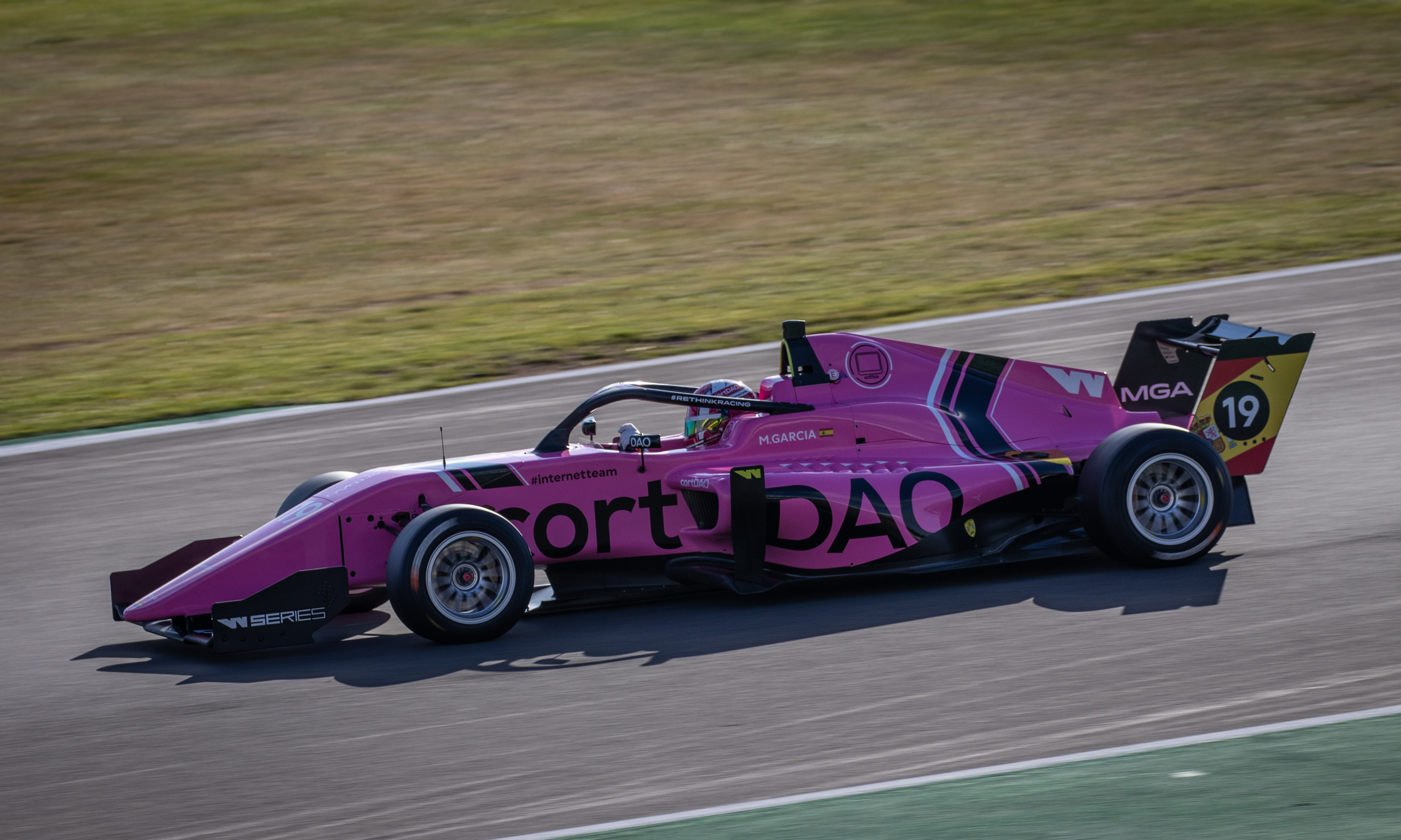
Garcia em Silverstone em 2022

Em 2022, último ano da W Series, García competiu na CortDAO W Series Team ao lado de Fabienne Wohlwend, liechtensteinense que corria com licença suíça. García teve mais uma participação razoável, deixando de pontuar em duas das sete etapas que participou. A temporada deveria ter tido dez provas, mas foi abreviada por conta da falta de condições financeiras, assim, García fechou sua trajetória na W Series com uma pole e um pódio em Singapura, o que lhe rendeu 45 pontos e um sexto lugar. No duelo com sua companheira de equipe, García foi superior, ficando quatro posições acima de Wohlwend e fazendo 13 pontos a mais do que ela.
Assim como as outras pilotos, García lamentou o fim da categoria em suas redes sociais, agradecendo pela oportunidade e afirmando estar feliz por seus resultados.

### F1 Academy

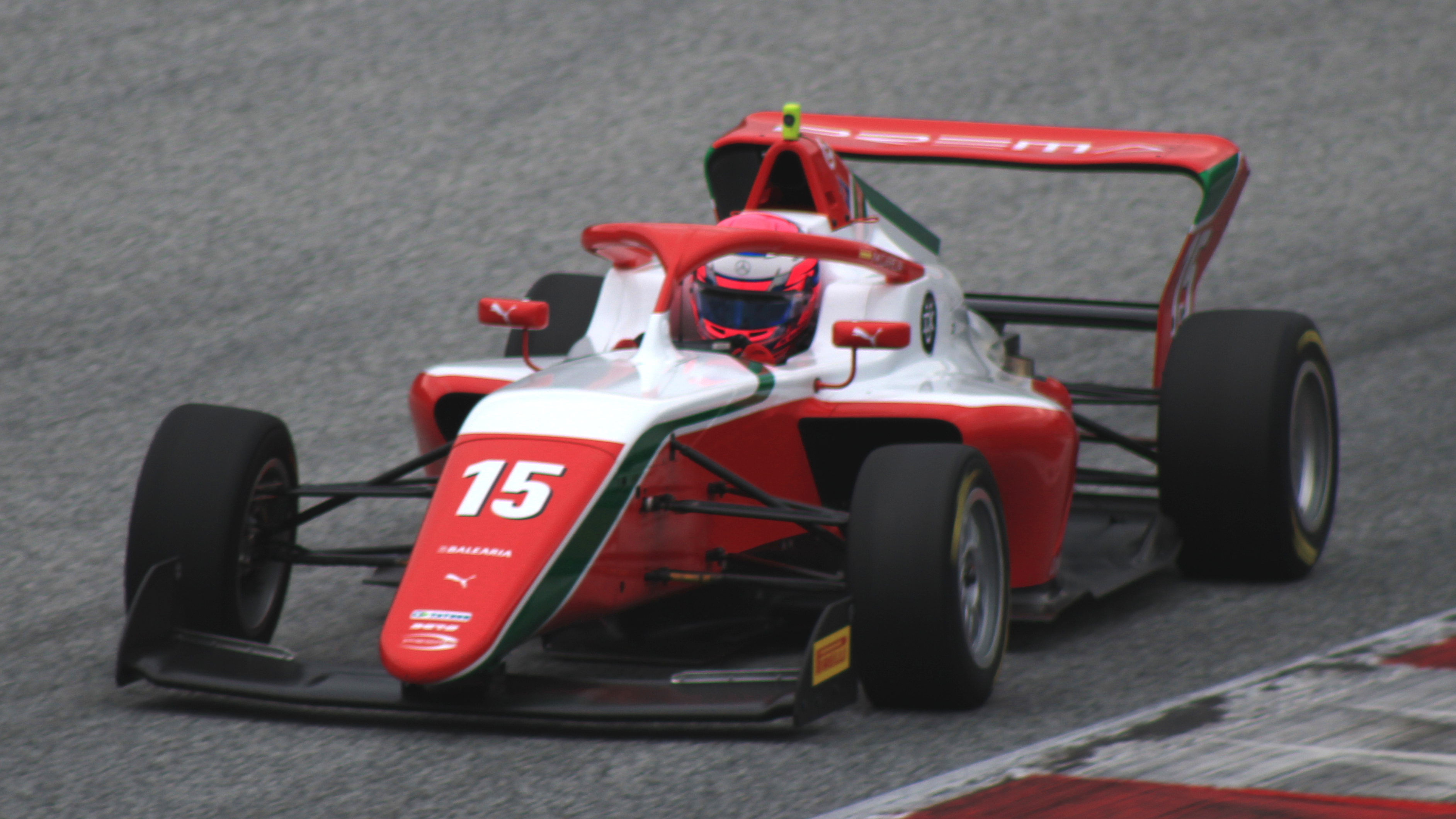
Garcia no Red Bull Ring em 2023

García, assim como muitas de suas colegas da W Series, se juntou à recém-criada F1 Academy, cuja temporada inaugural se deu em 2023. Ela correu pela Prema Racing ao lado da filipina Bianca Bustamante e da britânica Chloe Chong. Já na corrida de abertura, García fez a pole, a volta mais rápida e venceu. Além dessa, a espanhola teve mais outras seis vitórias, sendo campeã após dominar a corrida 1 no Circuito das Américas. Ela fez ao todo sete vitórias, seis poles, cinco voltas mais rápidas, doze pódios e 278 pontos, superando a vice-campeã, a suíça Léna Bühler, por 56 pontos.

### Fórmula Regional Europeia
Em 2024, Marta García continua sua parceria com a Prema Racing, após assinar um contrato como parte de um acordo entre as duas categorias. Este acordo permite que as equipes da FRECA tenham uma quarta inscrição ao assinarem com uma piloto do top três da temporada anterior da F1 Academy.

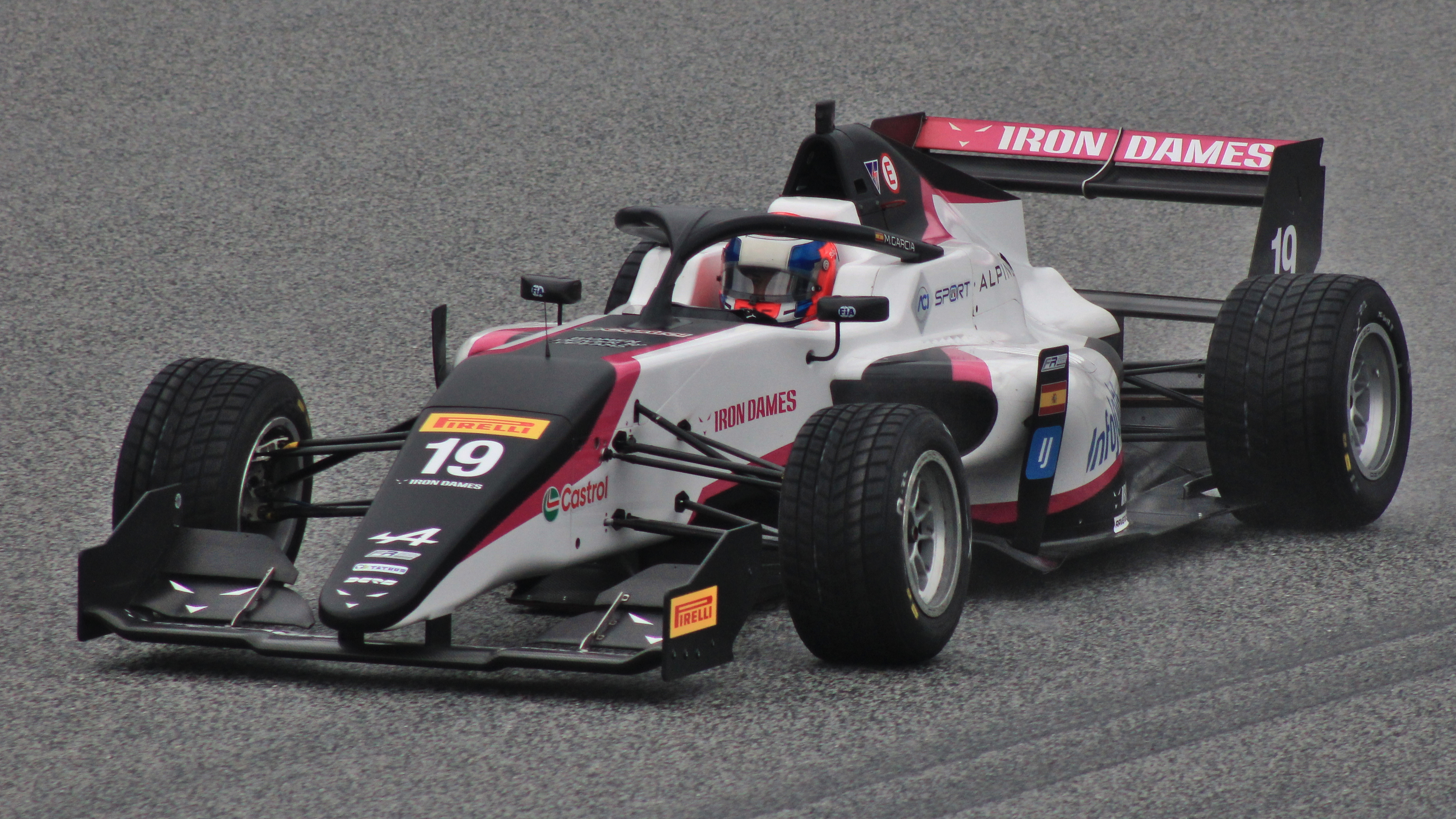
García na prova de Spielberg da FRECA de 2024

Mas García correu na equipe Iron Dames pelo Campeonato de Fórmula Regional Europeia, sendo companheira da francesa Doriane Pin, que conciliou este campeonato com sua participação na F1 Academy. A melhor posição da espanhola na FRECA foi um décimo quarto lugar na corrida 2 da Áustria, ficando em 28º lugar no campeonato, uma posição abaixo de Pin, que apesar de não ter feito a temporada completa e de não ter pontuado também, conseguiu terminar na frente de García em oito das quinze corridas que largaram juntas.
Ao final da temporada, em outubro de 2024, García anunciou que daria uma pausa nas competições de monopostos, mencionando ter sensações agridoces em relação à sua última corrida na FRECA em Monza. As declarações de García fizeram com que a também piloto Sophia Flörsch, que competiu na Fórmula 3 em 2024, acusasse a FIA de praticar pinkwashing, afirmando que García foi usada como marketing de curto prazo para beneficiar a F1.

### Fórmula E
García fez sua estreia na Fórmula E ao participar do teste de novatos em Berlim com a ERT Formula E Team em maio de 2024, juntamente com Doriane Pin. Em novembro do mesmo ano, ela participou do teste feminino de pré-temporada de 2024-25 com a Porsche Formula E Team ao lado de Gabriela Jilkova, ficando em 8º lugar.

### Corridas de carros esportivos
Em agosto de 2024, García se introduziu nas corridas de carros esportivos, se juntando à Iron Dames para competir na Ligier European Series na rodada de Spa-Francorchamps, correndo no carro nº 85. Já em sua segunda corrida na categoria, ela conquistou uma vitória, e repetiu o resultado na corrida 2 de Portimão, que encerrou a temporada. Isso fez com que a espanhola ficasse na oitava posição, com 71 pontos.

## Registros na carreira

### Sumário
| Temporada | Categoria                 | Equipe                 | Corridas | Vitórias | Poles | V.M.R.s | Pódios | Pontos | Posição |
| --------- | ------------------------- | ---------------------- | -------- | -------- | ----- | ------- | ------ | ------ | ------- |
| 2016      | Fórmula 4 Espanhola       | Drivex                 | 11       | 0        | 0     | 0       | 0      | 0      | NC      |
| 2017      | Campeonato SMP F4         | MP Motorsport          | 3        | 0        | 0     | 0       | 0      | 8      | 17ª     |
| 2017      | Fórmula 4 Espanhola       | MP Motorsport          | 20       | 0        | 0     | 0       | 0      | 70     | 9ª      |
| 2019      | W Series                  | —                      | 6        | 1        | 1     | 0       | 2      | 66     | 4ª      |
| 2021      | W Series                  | Puma W Series Team     | 1        | 0        | 0     | 0       | 0      | 0      | NC      |
| 2022      | W Series                  | CortDAO W Series Team  | 7        | 0        | 1     | 0       | 1      | 45     | 6ª      |
| 2023      | F1 Academy                | Prema Racing           | 21       | 7        | 5     | 6       | 12     | 278    | 1ª      |
| 2024      | Fórmula Regional Europeia | Iron Dames             | 20       | 0        | 0     | 0       | 0      | 0      | 28ª     |
| 2024      | Ligier European Series    | Iron Dames by M Racing | 4        | 2        | 0     | 3       | 2      | 71     | 8ª      |